# Kasper Hämäläinen
Kasper Hämäläinen, född 8 augusti 1986 i Åbo, är en finländsk före detta fotbollsspelare. Han spelade som mittfältare eller ytter.

## Klubbkarriär
Som 15-åring kom Hämäläinen till TPS Åbo. I slutet av maj 2004, 17 år gammal bröt han skenbenet i en ligamatch mot KooTeePee. Fram till dess hade Hämäläinen spelat samtliga ligamatcher och gjort sitt första ligamål mot HJK i premiärmatchen. Innan skadan var han i Italien och provspelade med både Udinese och AS Roma. Under hela 2005 var Hämäläinen skadad men tillbaka till säsongen 2006 och ett nytt kontrakt skrevs till och med 2008.
I december 2007 åker han till Italien igen för att provspela, denna gången med Serie A-klubben AC Siena och i januari 2008 med SS Lazio. I februari 2008 förlängde Hämäläinen sitt kontrakt i TPS Åbo med tre år. I november 2008 åker Hämäläinen på ytterligare ett provspel i Italien, denna gång med Vicenza Calcio.
Den 30 december 2009 värvades Hämäläinen av Djurgårdens IF, där han skrev på ett fyraårskontrakt.
I januari 2013 blev Hämäläinen klar för Lech Poznań. Efter 6,5 år i Polen värvades Hämäläinen i september 2019 av tjeckiska FK Jablonec, där han skrev på ett tvåårskontrakt. Den 7 maj 2021 blev Hämäläinen klar för en återkomst i TPS Åbo, där han skrev på ett 2,5-årskontrakt. 2023 meddelade han att han lägger skorna på hyllan efter 20 år som professionell fotbollsspelare.

## Landslagskarriär
I november 2008 spelar han för första gången med finska A-landslaget i en match mot Schweiz. Hämäläinen spelade matchens första 45 minuter men byttes ut i halvtid mot Roman Eremenko. Schweiz vann med 1-0 efter mål i 84:e minuten.
2009 spelade Hämäläinen U21-EM i Sverige. Där spelade han samtliga tre matcher mot England, Tyskland och Spanien. Finland förlorade alla matcher och slutade sist i gruppen.

## Meriter
- Landskamper: både A och U21
- U21-EM 2009 i Sverige

## A-landskamper & mål
- 2014: 4 / 0 (per den 22 sept 2014)
- 2013: 10 / 1
- 2012: 9 / 1
- 2011: 9 / 3
- 2010: 7 / 2
- 2009: 3 / 0
- 2008: 1 / 0 (debutår)

## Seriematcher & mål
- 2012: 6 / 3 Djurgårdens IF (efter 6 av 30 omgångar)
- 2011: 30 / 2 Djurgårdens IF
- 2010: 30 / 2 Djurgårdens IF
- 2009: 25 / 0 TPS Åbo
- 2008: 22 / 3 TPS Åbo
- 2007: 24 / 4 TPS Åbo
- 2006: 18 / 1 TPS Åbo
- 2005: –
- 2004: 6 / 1 TPS Åbo
- 2003: 2 / 0 TPS Åbo